# Équipe de Guinée de football à la Coupe d'Afrique des nations 2023
L’équipe de Guinée de football participe à la Coupe d'Afrique des nations 2023 organisée en Côte d'Ivoire du 13 janvier au 11 février 2024. Il s'agit de la 14e participation du Syli national, emmené par Kaba Diawara. Ils sont éliminés en quart de finale par la république démocratique du Congo (3-1).

## Qualifications
La Guinée est placée dans le groupe D des qualifications qui se déroulent de juin 2022 à septembre 2023. Elle se qualifie à l'issue de la cinquième journée.
| Rang | Équipe   | Pts | J | G | N | P | Bp | Bc | Diff |  | Résultats (▼ dom., ► ext.) |     |     |     |     |
| ---- | -------- | --- | - | - | - | - | -- | -- | ---- |  | -------------------------- | --- | --- | --- | --- |
| 1    | Égypte   | 15  | 6 | 5 | 0 | 1 | 10 | 3  | +7   |  | Égypte                     |     | 1-0 | 2-0 | 1-0 |
| 2    | Guinée   | 10  | 6 | 4 | 0 | 2 | 9  | 7  | +2   |  | Guinée                     | 1-2 |     | 1-0 | 2-0 |
| 3    | Malawi   | 5   | 6 | 1 | 2 | 3 | 4  | 10 | -6   |  | Malawi                     | 0-4 | 2-2 |     | 2-1 |
| 4    | Éthiopie | 4   | 6 | 1 | 1 | 4 | 5  | 8  | -3   |  | Éthiopie                   | 2-0 | 2-3 | 0-0 |     |

| 1re journée                  | Égypte      | 1 - 0   | Guinée                  |                                                                               |                                                                               |
| 5 septembre 2022 21:00 UTC+2 | 87e Mohamed | (0 - 0) |                         | Stade international du Caire, Le Caire Arbitrage : Hélder Martins de Carvalho | Stade international du Caire, Le Caire Arbitrage : Hélder Martins de Carvalho |
| 5 septembre 2022 21:00 UTC+2 | Fathi 78e   |         | 29eDiawara · 55e Camara | Stade international du Caire, Le Caire Arbitrage : Hélder Martins de Carvalho | Stade international du Caire, Le Caire Arbitrage : Hélder Martins de Carvalho |

| 2e journée              | Guinée      | 1 - 0   | Malawi                            |                                                               |                                                               |
| 9 juin 2022 16:00 UTC±0 | Keïta 90+1e | (0 - 0) |                                   | Stade Général Lansana Conté, Conakry Arbitrage : Lamin Jammeh | Stade Général Lansana Conté, Conakry Arbitrage : Lamin Jammeh |
| 9 juin 2022 16:00 UTC±0 | Dansoko 87e |         | 36e Idana · 40e Sanudi · 44e Thom | Stade Général Lansana Conté, Conakry Arbitrage : Lamin Jammeh | Stade Général Lansana Conté, Conakry Arbitrage : Lamin Jammeh |

| 3e journée               | Guinée                    | 2 - 0   | Éthiopie                             |                                                                     |                                                                     |
| 24 mars 2023 20:30 UTC±0 | Kamano 39e · Bayo 73e     | (1 - 0) |                                      | Stade Mohammed-V, Casablanca Arbitrage : Djindo Louis Houngnandande | Stade Mohammed-V, Casablanca Arbitrage : Djindo Louis Houngnandande |
| 24 mars 2023 20:30 UTC±0 | Guilavogui 26e · Bayo 35e |         | 18e Yohannes · 25e Hamid · 45e Panom | Stade Mohammed-V, Casablanca Arbitrage : Djindo Louis Houngnandande | Stade Mohammed-V, Casablanca Arbitrage : Djindo Louis Houngnandande |

| 4e journée               | Éthiopie                  | 2 - 3     | Guinée                                 |                                                                           |                                                                           |
| 27 mars 2023 19:00 UTC±0 | Markneh 34e · Jemma 90+5e | (1 - 2)   | 4e Keïta · 42e Moriba · 70e Guilavogui | Complexe sportif Moulay-Abdallah, Rabat Arbitrage : Alhadi Allaou Mahamat | Complexe sportif Moulay-Abdallah, Rabat Arbitrage : Alhadi Allaou Mahamat |
| 27 mars 2023 19:00 UTC±0 |                           | 45e Conte |                                        | Complexe sportif Moulay-Abdallah, Rabat Arbitrage : Alhadi Allaou Mahamat | Complexe sportif Moulay-Abdallah, Rabat Arbitrage : Alhadi Allaou Mahamat |

| 5e journée               | Guinée       | 1 - 2   | Égypte                        |                                                                   |                                                                   |
| 14 juin 2023 19:00 UTC±0 | Guirassy 26e | (1 - 1) | 42e Trézéguet · 79e Mohamed   | Grand stade de Marrakech, Marrakech Arbitrage : Daniel Nii Laryea | Grand stade de Marrakech, Marrakech Arbitrage : Daniel Nii Laryea |
| 14 juin 2023 19:00 UTC±0 | Kamano 36e   |         | 68e Ramadan · 90+2e Trézéguet | Grand stade de Marrakech, Marrakech Arbitrage : Daniel Nii Laryea | Grand stade de Marrakech, Marrakech Arbitrage : Daniel Nii Laryea |

| 6e journée                   | Malawi                  | 2 - 2   | Guinée               |                                                                    |                                                                    |
| 9 septembre 2023 15:00 UTC+2 | Saizi 23e · Chaziya 88e | (1 - 0) | 56e Camara · 58e Sow | Bingu National Stadium, Lilongwe Arbitrage : Clement Franklin Kpan | Bingu National Stadium, Lilongwe Arbitrage : Clement Franklin Kpan |

## Préparation
Le Syli national se réunit à Conakry à partir du 28 décembre 2023. Le président de la transition Mamadi Doumbouya leur remet le drapeau le lendemain. L'équipe part ensuite pour un stage d'une dizaine de jours aux émirats arabes unis. Ils y affrontent le Nigeria qu'ils battent 2-0. Serhou Guirassy se blesse au cours de cette rencontre.
| Match amical   | Guinée            | 2 - 0 | Nigeria |                           |                           |
| 8 janvier 2024 | A. Camara · Conte |       |         | Baniyas Stadium, Abu Dabi | Baniyas Stadium, Abu Dabi |

## Compétition

### Tirage au sort
Le tirage au sort de la CAN 2023 est effectué le 12 octobre 2023 au Parc des expositions d’Abidjan. La Guinée, quinzième nation africaine au classement FIFA (81e), est placé dans le chapeau 3. Le tirage place le Syli national dans le groupe C, avec le Sénégal (chapeau 1, 20e au classement FIFA), le Cameroun (chapeau 2, 41e) et la Gambie (chapeau 4, 118e). Cette poule, regroupant notamment le tenant du titre et un quintuple vainqueur de la compétition, est qualifiée de « groupe de la mort » par certains observateurs.

### Premier tour
Pour son premier match, la Guinée décroche un match nul (1-1) face au Cameroun, malgré l'expulsion de Kamano en fin de première mi-temps.
Pour le deuxiéme match, la Guinée l'emporte (1-0) face aux gambiens, avec un but de Aguibou Camara.
| Rang | Équipe   | Pts | J | G | N | P | Bp | Bc | Diff |
| ---- | -------- | --- | - | - | - | - | -- | -- | ---- |
| 1    | Sénégal  | 9   | 3 | 3 | 0 | 0 | 8  | 1  | +7   |
| 2    | Cameroun | 4   | 3 | 1 | 1 | 1 | 5  | 6  | -1   |
| 3    | Guinée   | 4   | 3 | 1 | 1 | 1 | 2  | 3  | -1   |
| 4    | Gambie   | 0   | 3 | 0 | 0 | 3 | 2  | 7  | -5   |

| 1re journée           | Cameroun                 | 1 - 1   | Guinée                    | Stade Charles-Konan-Banny, Yamoussoukro |                           |
| 15 janvier 2024 17h00 | Magri 51e                | (0 - 1) | 10e Bayo                  | Arbitrage : Ibrahim Mutaz               | Arbitrage : Ibrahim Mutaz |
| 15 janvier 2024 17h00 | Magri 21e · Moukoudi 62e |         | 45e Kamano · 64e Diakhaby | Arbitrage : Ibrahim Mutaz               | Arbitrage : Ibrahim Mutaz |

| 2e journée            | Guinée                         | 1 - 0   | Gambie                  | Stade Charles-Konan-Banny, Yamoussoukro |                                      |
| 19 janvier 2024 20h00 | A Camara 69e                   | (0 - 0) |                         | Arbitrage : Abdoul Aziz Mohamed Bouh    | Arbitrage : Abdoul Aziz Mohamed Bouh |
| 19 janvier 2024 20h00 | I Diakité 19e · J Jeanvier 89e |         | 10e Barrow · 64e A Sowe | Arbitrage : Abdoul Aziz Mohamed Bouh    | Arbitrage : Abdoul Aziz Mohamed Bouh |

| 3e journée            | Guinée | 0 - 2   | Sénégal | Stade de Charles-Konan-Banny, Yamoussoukro |                                       |
| 23 janvier 2024 17h00 | | (0 - 0) | 61e Seck · 90e Ndiaye | Arbitrage : Pacifique Ndabihawenimana      | Arbitrage : Pacifique Ndabihawenimana |
| 23 janvier 2024 17h00 | F. Conte 22e · A. Conte 45+5e | Rapport | 45+2e Jakobs · 66e Diatta · | Arbitrage : Pacifique Ndabihawenimana      | Arbitrage : Pacifique Ndabihawenimana |
| 23 janvier 2024 17h00 | É. Mendy - Jakobs, Niakhaté (Seck, 81e), Koulibaly, Diatta - P. Gueye (N. Mendy, 78e), A. Diallo (Ciss, 58e), Camara - Mané, H. Diallo (Jackson, 58e), I. Sarr (Ndiaye, 78e) | Équipes | Gaye - Touray (Fadera, 75e), O. Colley, Gomez, Janko - Darboe (Ceesay, 83e), Adams, Manneh (Barry, 66e) - Barrow, Minteh (Sanyang, 83e), Sowe (Badamosi, 66e) | Arbitrage : Pacifique Ndabihawenimana      | Arbitrage : Pacifique Ndabihawenimana |

### Phase à élimination directe
| Huitième de finale    | Guinée équatoriale | 0 - 1   | Guinée       | Stade Alassane Ouattara, Abidjan  |                                   |
| 28 janvier 2024 17h00 |                    | (0 - 0) | 90+8e Bayo   | Arbitrage : Omar Abdulkadir Artan | Arbitrage : Omar Abdulkadir Artan |
| 28 janvier 2024 17h00 | Bikoro 55e         | Rapport | 41e Jeanvier | Arbitrage : Omar Abdulkadir Artan | Arbitrage : Omar Abdulkadir Artan |

| Quart de finale      | RD Congo                                    | 3 - 1   | Guinée                     | Stade Alassane Ouattara, Abidjan |                              |
| 2 février 2024 20h00 | Mbemba 27e · Wissa 65e (pen.) · Masuaku 82e | (1 - 1) | 20e (pen.) Bayo            | Arbitrage : Mustapha Ghorbal     | Arbitrage : Mustapha Ghorbal |
| 2 février 2024 20h00 | Masuaku 37e                                 | Rapport | 64e Diawara · 79e F. Conte | Arbitrage : Mustapha Ghorbal     | Arbitrage : Mustapha Ghorbal |

### Statistiques

#### Buteurs
| Buts | Joueurs        | Adversaires                                      |
| ---- | -------------- | ------------------------------------------------ |
| 3    | Mohamed Bayo   | Cameroun (1) Guinée équatoriale (1) RD Congo (1) |
| 1    | Aguibou Camara | Gambie (1)                                       |